# Деферр, Хервасио
Хервасио Деферр Анхель (исп. Gervasio Deferr Angel; род. 7 ноября 1980, Премия-де-Мар, Каталония) — испанский гимнаст, двукратный олимпийский чемпион 2000 и 2004 года в опорном прыжке, серебряный призёр Олимпийских игр 2008 года в вольных упражнениях. Двукратный вице-чемпион мира (1999 и 2007) в вольных упражнениях.
Рост — 166 см, вес — 69 кг.
В качестве своего хобби Деферр называет сон. У него есть домашний питомец игуана.
Объявил о завершении спортивной карьеры в 2011 году.